# 西北大学
西北大学（せいほくだいがく、英語: Northwest University、略称：NWU）は、中華人民共和国陝西省西安市にある総合大学である。前身は陝西大学堂と京師大学堂速成科仕学館である。現在、総面積が約1.58平方キロの3つのキャンパスがあり、24,000人以上の学生と2,400人以上の教職員がいる。1978年、国家重点大学になった。今は「双一流」建設大学、「211工程」建設学校であり、教育部と陝西省での「省部共建」学校である。2018年のネイチャー・インデックスでは、西北大学は中国の大学の中で50位にランクされた。

## 沿革
西北大学の前身は、1902年西安に設立された陝西大学堂と北京に設立された京師大学堂速成科仕学館である。1912年に西北大学と改名させ、1923年8月に国立西北大学に改名された。1937年、国立北平大学、国立北平師範大学、国立北洋工学院の三つの大学は、日中戦争を回避するのために陝西省に移動し、国立西安臨時大学と統合して、1938年に国立西北連合大学に改名された。中華人民共和国の建国後、また西北大学と改名された。

## 施設
西北大学には現在、総面積1.58平方キロの3つのキャンパスがある。太白キャンパスは西安市碑林区にあり、桃園キャンパスは雁塔区にあり、長安キャンパスは長安区にある。キャンパス間で教職員と学生のためのシャトルバスがある。

### 太白キャンパス
太白キャンパスは西安城壁の南西角の太白北路229号にあり、国立西北大学が1946年5月に西安で復員したの立地である。

#### 西北大学博物館

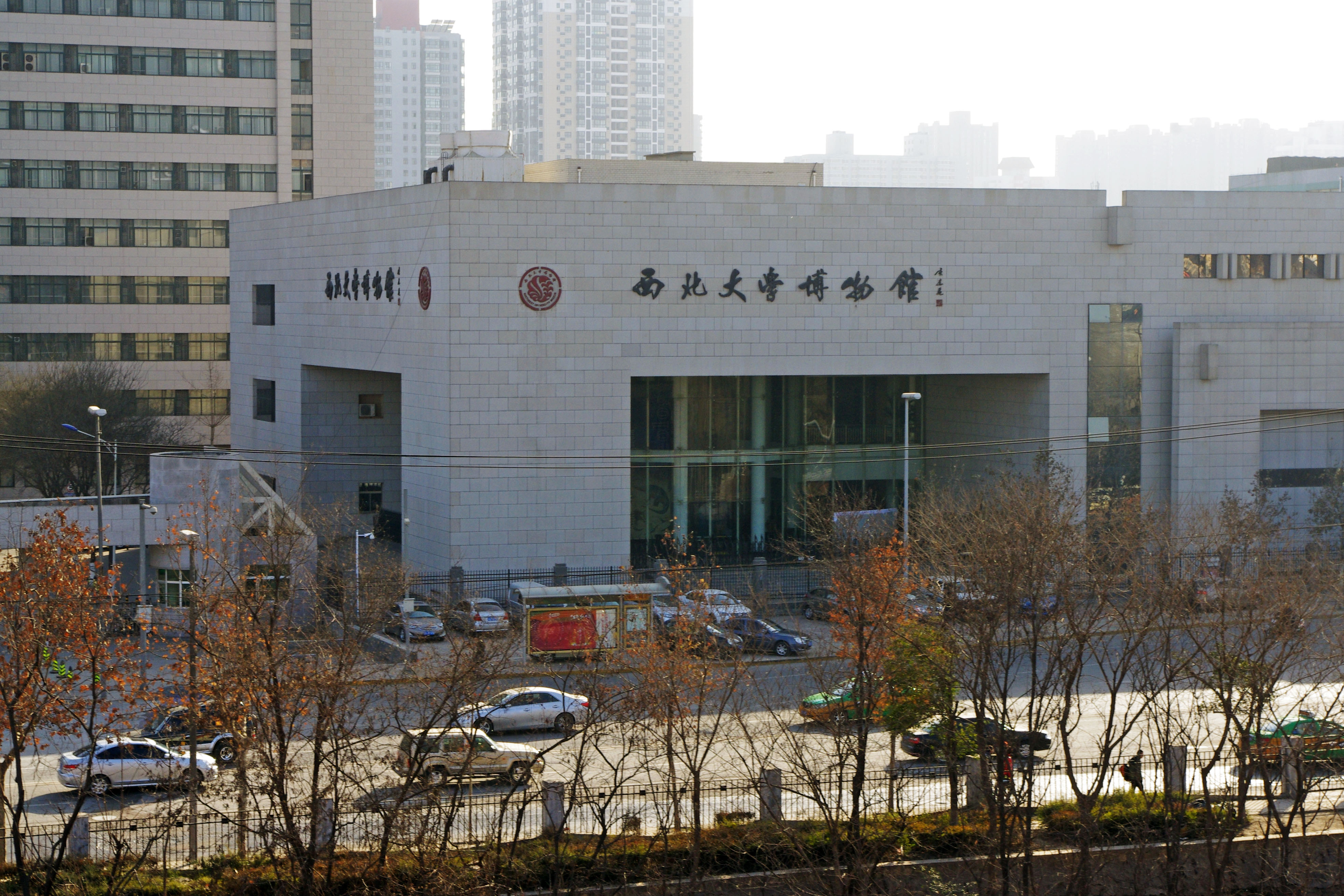
西北大学博物館

西北大学博物館の総建築面積は15000平米で、2012年に正式に完成した。現在、館蔵文化財、標本は5000点余りあり、一般に無料で開放されている。博物館は西北大学の教育、科学研究の成果を展示し、学校史、地球、生物、歴史の4つの分館を設置している。現存の石刻資料のなかで「日本」の国号を記述した最古の例である井真成の墓誌が歴史館で展覧している。

#### 「橘逸勢勉学之地」記念碑
キャンパス内には「橘逸勢勉学之地」というモニュメントがある。西北大学への寄付者としての書道・美術研究所所長寺沢秀は西北大学の名誉教授を記念するため、西北大学のキャンパスに記念碑が建てられた。そして、テキスト調査によると、橘逸勢が留学中に住んでいた西明寺、現在は記念碑付近の西北工業大学のキャンパス内にある。

#### 西北大学大礼堂
西北大学大礼堂は太白キャンパスの中心であり、東北大学が西安に移動していたときに礼堂を建造した。現在は陝西省文物保護単位。この礼堂は、2003年「西安留学生寸劇事件」の発端となった場所である。

### 長安キャンパス
長安キャンパスは、西安市長安区学府大道1号にあり、西安外国語大学の長安キャンパスに隣接している。西北政法大学、西安郵電大学、陝西師範大学および他の大学と同じ西安郭杜教育科技産業開発区にある。 2005年頃に新しいキャンパスとして建設が始まった。

#### 長安キャンパス図書館

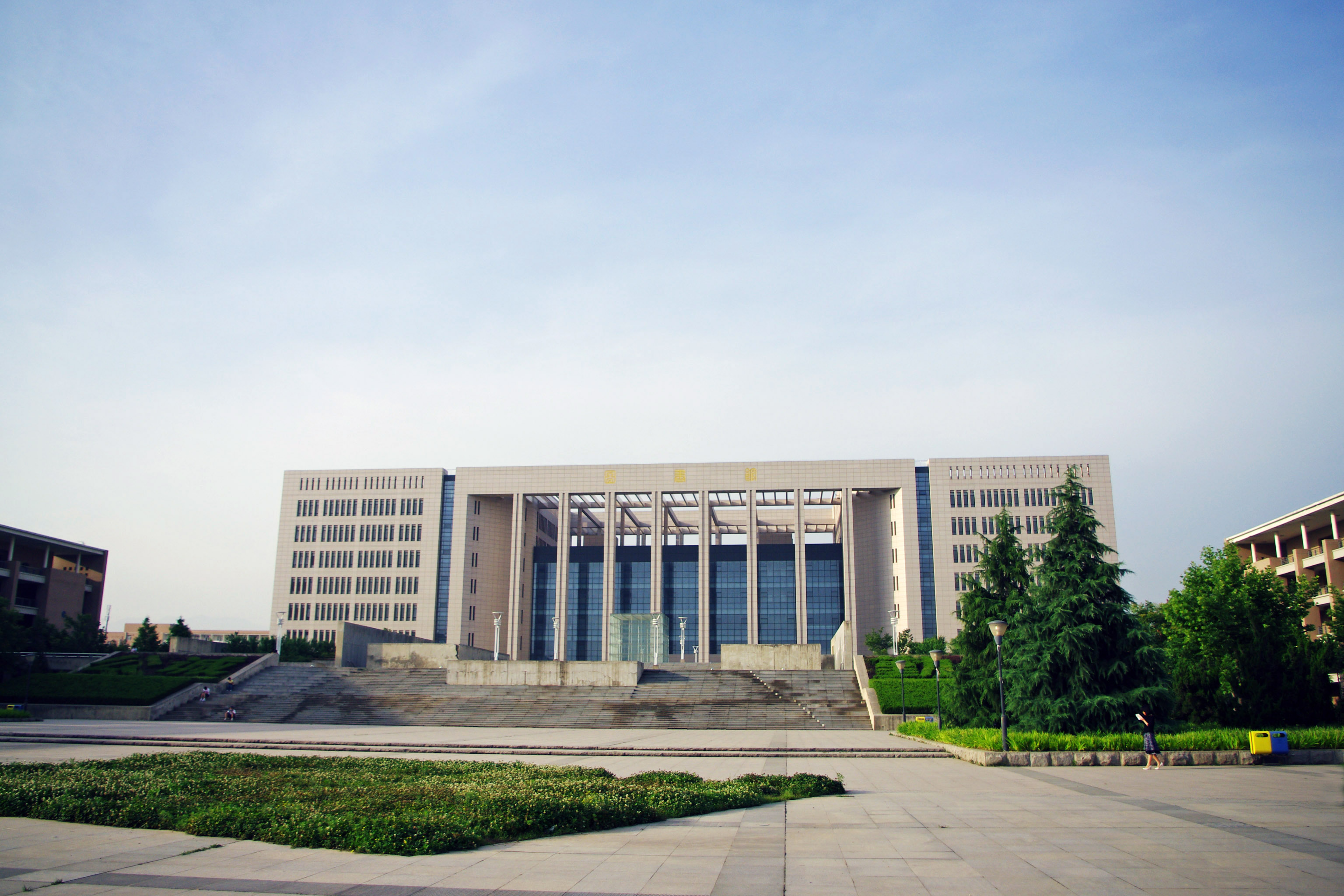
西北大学長安キャンパス図書館

図書館内16万冊の線装古籍の所蔵は西北地区で特色があり、高い文物価値と学術研究価値を有している。国務院は全国重点古籍保護単位と指定された。所蔵范囲は中国歴代王朝の版本、印本のほか、日本本、朝鮮本などがあり、内容は敦煌仏経写本、宋元明清刻本、明清抄本、稿本などが含まれ、確認された460点の善本古籍が館蔵の珍品である。現在までに25部の古籍が『国家貴重古籍名録』に登録されている。30年以上所蔵し続けている中国・外国語の定期刊行物や新聞、種類のそろった陝西省の地誌、大量の台湾版の地誌もある。

## 組織構成

### 附属研究機関
- 大陸動力学国家重点実験室
- シルクロード研究院
- 西北大学高等教育研究中心
- 科学史高等研究院
- 現代物理研究所
- 国家微検測系統工程技術研究中心
- 中国西部経済発展研究中心
- 光子学与光子技術研究所
- 中東研究所
- 中国思想文化研究所
- 中国文化研究中心
- 西北大学シリア研究中心
- 二酸化炭素捕集与封存技術国家地方連合工程研究中心
- 関学研究院
- 陝西省宏観経済研究院
- 玄奘研究院
- 延安精神与党的建設研究院
- シルクロード考古合作研究中心

### 学部・研究科
- 文学院
- 歴史学院
- 文化遺産学院
- 経済管理学院
- 公共管理学院（応急管理学院）
- 外国語学院
- 法学院（知的財産権学院）
- マルクス主義学院
- 哲学学院
- 新聞伝播学院
- 芸術学院
- 数学学院
- 物理学院
- 化学与材料科学学院
- 地質学系
- 城市与環境学院
- 生命科学学院
- 医学院
- 信息科学与技術学院(ソフトウェア学院)
- 化工学院
- 食品科学与工程学院
- 体育教研部
- 国際教育学院
- 職業技術学院（継続教育学院）
- ソフトウェア職業技術学院
- 安レ学院

## 大学関係者

### 教員
- 李石曽
- 李子捷
- 黎錦熙
- 羅常培

### 客員教授
- 河上邦彦

### 卒業生
- 張維迎
- 賈平凹
- 王岐山
- 遅子建

## 日本における協定校
- 同志社大学
- 京都大学
- 京都造形芸術大学
- 京都橘大学
- 佛教大学
- 大阪経済大学
- 甲南大学
- 香川大学
- 名古屋学院大学
- 愛知大学
- 専修大学
- 創価大学
- 共愛学園前橋国際大学
- 岩手大学

部局間協定
- 大阪大学大学院人文学研究科と文化遺産学院
- 愛媛大学沿岸環境科学研究センターと城市与環境学院
- 佐賀大学理工学部と化学与材料科学学院